# Halové mistrovství Československa v atletice 1988
Halové mistrovství Československa v atletice 1988 se konalo v Jablonci nad Nisou ve dnech 20. a 21. února 1988.

## Medailisté

### Muži
| Soutěž                        | Zlato                      | Stříbro                    | Bronz                    |
| 60 m                          | Jiří Valík 6.70            | Luboš Chochlík 6.74        | Ivo Pištěk 6.79          |
| 200 m                         | Pavel Polomský 21.94       | Přemysl Puchr 22.22        | Josef Lomický 22.66      |
| 400 m                         | Pavel Hýsek 47.43          | Stanislav Návesňák 47.94   | Jindřich Pospíšil 48.09  |
| 800 m                         | Pavel Hujer 1:51.37        | Lubomír Šubrt 1:51.83      | Milan Kobulnický 1:51.87 |
| 1500 m                        | Jan Kraus 3:44.58          | Jiří Ernst 3:46.40         | Jan Kamler 3:51.73       |
| 3000 m                        | Václav Pařík 8:05.81       | Luboš Gaisl 8:07.06        | Jiří Klesnil 8:28.10     |
| 60 m př.                      | Aleš Höffer 7.60           | Pavel Šáda 7.93            | Igor Kováč 7.96          |
| Chůze na 5000 m               | Jozef Pribilinec 18:37.54  | Roman Mrázek 18:42.55      | Pavol Blažek 19:00.64    |
| Skok do výšky                 | Jindřich Vondra 221        | Josef Hrabal 218           | Vladimír Štalmach 214    |
| Skok o tyči                   | František Jansa 540        | Zdeněk Lubenský 515        | Vlastimil Jukl 515       |
| Skok daleký                   | Róbert Széli 763           | Milan Gombala 763          | Robert Změlík 744        |
| Trojskok                      | Jaroslav Mrštík 15.79      | Petr Pech 15.65            | Ivo Bilík 15.56          |
| Vrh koulí                     | Remigius Machura 21.19     | Richard Navara 19.97       | Milan Gavor 16.63        |
| Osmiboj Praha 12. – 13.2.1988 | Věroslav Valenta 6247 bodů | Radek Bartakovič 5916 bodů | Petr Müller 5833 bodů    |

### Ženy
| Soutěž                        | Zlato                      | Stříbro                  | Bronz                       |
| 60 m                          | Monika Špičková 7.44       | Erika Suchovská 7.53     | Renata Černochová 7.54      |
| 200 m                         | Monika Špičková 24.43      | Erika Suchovská 24.55    | Naděžda Tomšová 26.00       |
| 400 m                         | Alena Paříková 53.09       | Helena Dziurová 54.21    | Zuzana Machotková 54.26     |
| 800 m                         | Gabriela Sedláková 2:06.58 | Jana Šmidáková 2:08.57   | Helena Zímová 2:09.04       |
| 1500 m                        | Iveta Vasilová 4:35.51     | Eva Vítková 4:39.34      | Dagmara Rombauerová 4:44.86 |
| 3000 m                        | Jana Červenková 9:51.88    | Eva Vítková 9:57.30      | Halka Králová 10:04.49      |
| 60 m př.                      | Jitka Tesárková 8.40       | Milena Tebichová 8.42    | Hana Váňová 8.54            |
| Chůze na 3000 m               | Dana Semelová 14:10.24     | Jana Zárubová 14:10.34   | Viera Machová 14:20.58      |
| Skok do výšky                 | Yvona Tichopádová 183      | Šárka Kašpárková 180     | Jitka Hyjánková 177         |
| Skok daleký                   | Eva Murková 656            | Ludmila Jimramovská 616  | Eva Kotvasová 599           |
| Vrh koulí                     | Soňa Vašíčková 19.97       | Alena Vitoulová 19.13    | Hana Mísařová 15.95         |
| Pětiboj Praha 12. – 13.2.1988 | Jana Vyštejnová 4019 bodů  | Renata Staňová 3821 bodů | Martina Blažková 3727 bodů  |